# E85 (trasa europejska)
E85 – trasa europejska bezpośrednia północ-południe, biegnąca z Kłajpedy na Litwie przez Białoruś, Ukrainę, Rumunię, Bułgarię do Aleksandropolis w Grecji.

## Przebieg trasy
Litwa (349 km) :
- autostrada A1 z Kłajpedy (skrzyżowanie z E272) przez wieś Stulgiai (skrzyżowanie z E77) i Kowno (skrzyżowanie z E67 i z E262) do Wilna (skrzyżowanie z E28 i z E272),
- droga magistralna A3 do przejścia granicznego Soleczniki - Bieniakonie

 Białoruś: 
- droga magistralna M11 od przejścia granicznego Bieniakonie - Soleczniki przez Lidę i Słonim do drogi R2
- droga republikańska R2 do Iwacewicz
- droga republikańska R6 do węzła z drogą M1 (skrzyżowanie z E30)
- droga magistralna M1 do Kobrynia (odcinek wspólny z E30)
- droga magistralna M12 do granicy z Ukrainą

 Ukraina - 526 km 
- droga magistralna M19 przez Kowel (skrzyżowanie z E373), Łuck (skrzyżowanie z E40), Tarnopol (skrzyżowanie z E50) do Czerniowiec,
- droga magistralna M20 do przejścia granicznego Tereblecze - Siret

 Rumunia - 548 km 
- droga krajowa DN2 przez Suczawę, Roman (skrzyżowanie z E583), Bacău (skrzyżowanie z E574), Mărășești (skrzyżowanie z E583), Urziceni do Bukaresztu (odcinek Urziceni - Bukareszt wspólny z E60),
- droga krajowa DN5 do przejścia granicznego Giurgiu - Ruse (most na Dunaju; odcinek Bukareszt - Giurgiu wspólny z E70)

 Bułgaria - 329 km
- droga krajowa I-2 od przejścia granicznego Giugriu – Ruse do Ruse
- droga krajowa I-5 z Ruse przez Bjałą (skrzyżowanie z E83), Wielkie Tyrnowo (skrzyżowanie z E772), Starą Zagorę (skrzyżowanie z E773) do Chaskowa
- droga krajowa I-8 do Charmanli,
- autostrada A3 do Swilengradu
- droga krajowa I-8 do Nowego Seła
- droga krajowa II-80 do przejścia granicznego Swilengrad – Ormenio (odcinek wspólny z E80)

 Grecja
- droga krajowa 51 przez Ormenio – Kastanies – Didymoteicho – Aleksandropolis

## Stary system numeracji
Do 1985 obowiązywał poprzedni system numeracji, według którego oznaczenie E85 dotyczyło trasy: Olomouc – Žilina – Prešov – Košice – (ZSRR). Arteria E85 zaliczana była do kategorii „B”, w której znajdowały się trasy europejskie będące odgałęzieniami oraz łącznikami.

### Drogi w ciągu dawnej E85
Lista dróg opracowana na podstawie materiału źródłowego
| Czechosłowacja | - droga nr 18: Hranice – Valašské Meziříčí – Rožnov pod Radhoštěm – Makov - droga nr 18: Makov – Bytča - droga nr 61 (E16): Bytča – Žilina - droga nr 18: Žilina – Vrútky – Martin – Kraľovany – Ružomberok - autostrada E85: Ružomberok – Liptovský Mikuláš - droga nr 18: Liptovský Mikuláš – Poprad – Levoča – Prešov – Michalovce - droga nr 50: Michalovce – Sobrance – Krčava – granica z ZSRR - odgałęzienie Prešov – Košice: droga nr 68 Prešov – Lemešany – Košice |

## Galeria

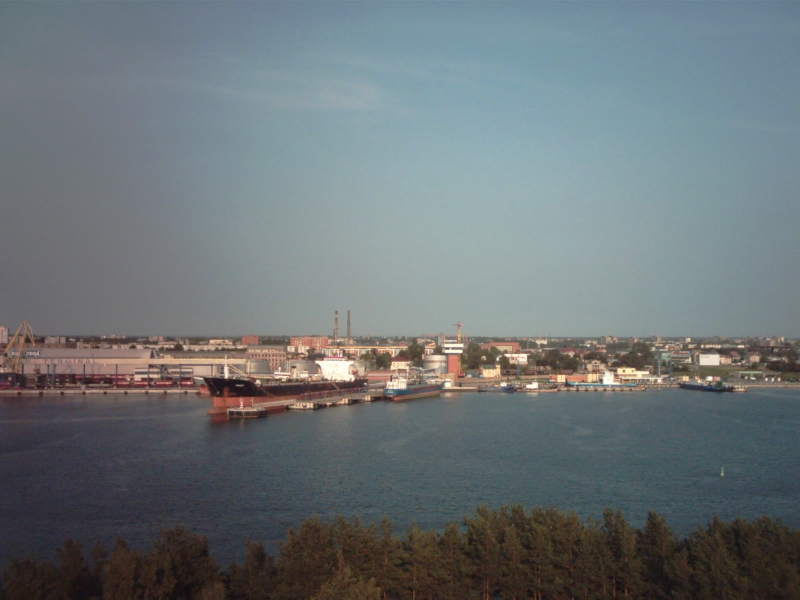
Kłajpeda
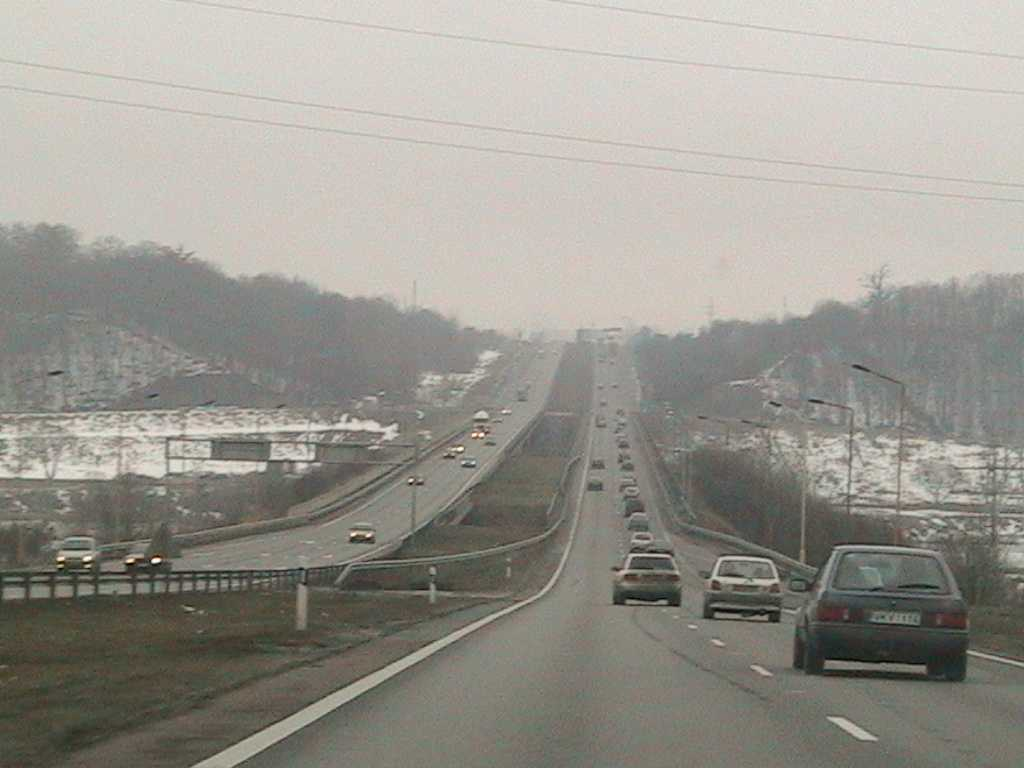
A1 na Litwie
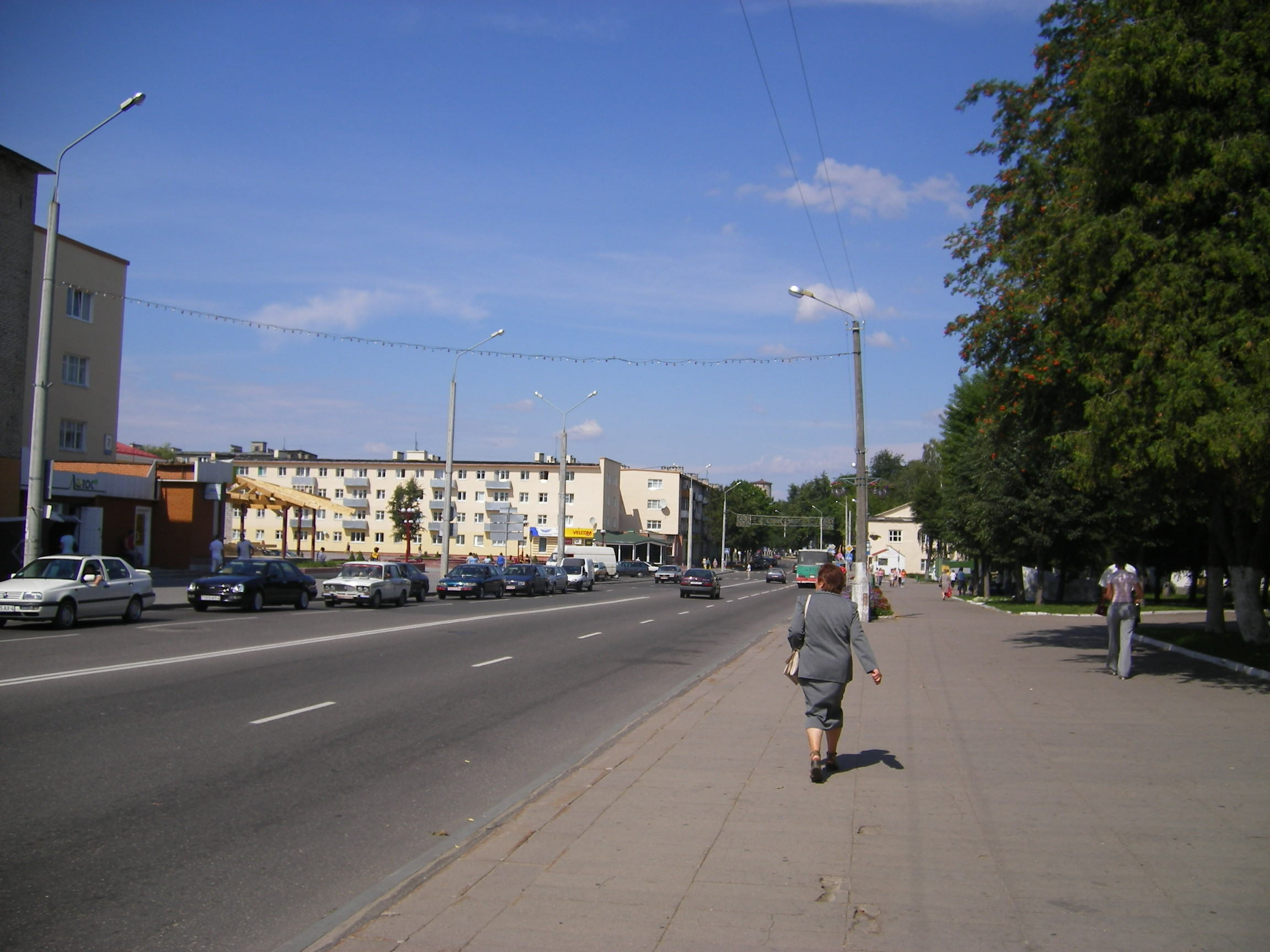
Lida na Białorusi
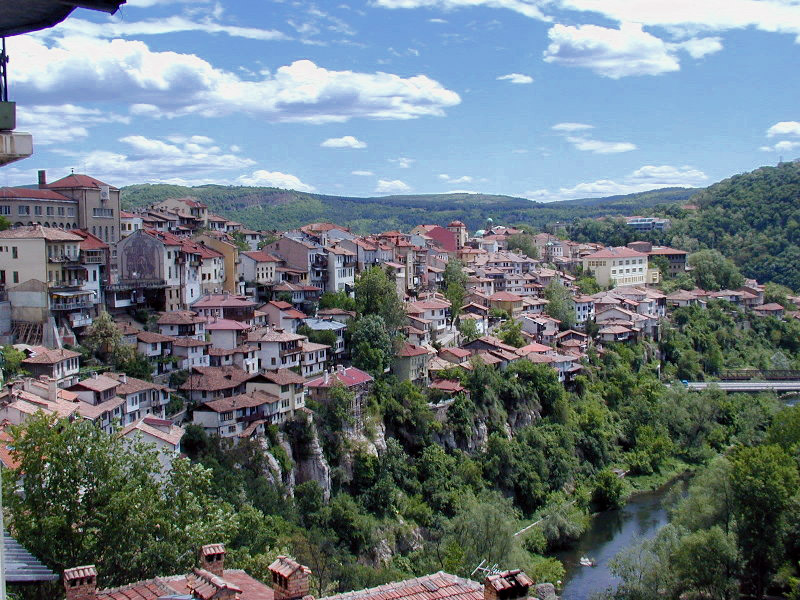
Wielkie Tyrnowo w Bułgarii